# پترسکیرشن
پترسکیرشن (به آلمانی: Peterskirchen) یک منطقهٔ مسکونی در اتریش است که در ناحیه راید ایم اینکرایس واقع شده‌است. پترسکیرشن ۱۰ کیلومتر مربع مساحت دارد ۴۴۱ متر بالاتر از سطح دریا واقع شده‌است.